# Меморіал пам'яті «Янголи Перемоги»
Меморіал пам'яті «Янголи Перемоги» присвячений загиблим українським воїнам у битві за Мощун, що тривала з 27 лютого по 25 березня 2022 року на початковій фазі російського вторгнення в Україну. Меморіал розташований у лісі біля села Мощун Бучанського району Київської області.

## Передісторія
Битва за Мощун — одна з найзапекліших битв під час оборони Києва, переломний момент у російському вторгненні. Основний удар російських військ взяли на себе військовослужбовці 72-ї окремої механізованої бригади імені Чорних Запорожців (72 ОМБр) ЗСУ. Допомагали їм бійці ССО, сили територіальної оборони, Нацгвардії, «ССО-Азов», батальйон ім. Сергія Кульчицького, бригади «Реванш», «Буревій», «Рубіж», спецпідрозділи ГУР, «Омега», іноземний легіон.
4 травня 2022 року в одному з окопів було знайдено тіло командира роти 72 ОМБр Бадрі Лолашвілі. Саме його родина виступила з ініціативою облаштування у лісі, де відбувалися бої за Мощун, меморіалу. Окопи, які стали частиною меморіалу, кілька разів переходили з рук в руки.
В червні 2022 року на місці трагедії рідні Бадрі Лолашвілі встановили йому пам'ятник. 11 березня 2023 року на місці героїчної оборони Києва у селі Мощун за ініціативи родини Бадрі Лолашвілі встановлено пам'ятний знак «Янголи Перемоги».
З часом вони заснували Благодійний фонд «Бадрі Лолашвілі», метою якого було встановити всіх, що загинули на цій стратегічній ділянці фронту бійців та відшукати їхніх родичів. Фонду вдалося встановити імена 86 воїнів, які полягли в битві за Мощун.
21 березня 2023 року Президент України Володимир Зеленський взяв участь у церемонії вшанування пам'яті захисників України, які загинули під час оборони та звільнення від російських загарбників села Мощун на Київщині. Глава держави віддав шану полеглим Героям біля пам'ятного знака «Янголи Перемоги».

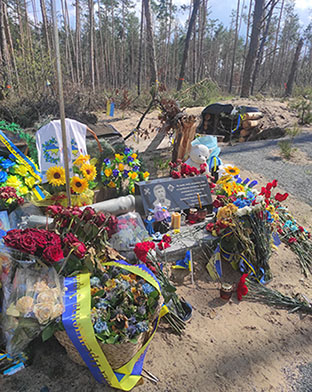
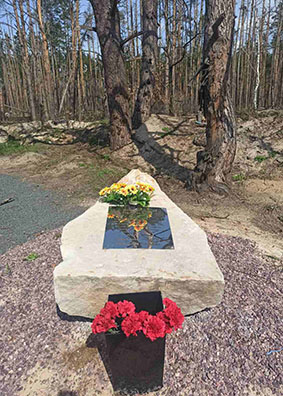

## Перелік загиблих
- Список загиблих у боях за Мощун